# Bonnefamille
 Bonnefamille  es una población y comuna francesa, en la región de Ródano-Alpes, departamento de Isère, en el distrito de La Tour-du-Pin y cantón de La Verpillière.

## Demografía
| 328 | 321 | 409 | 585 | 787 | 927 | 1026 | 1062 |
| Para los censos de 1962 a 1999 la población legal corresponde a la población sin duplicidades (Fuente: INSEE [Consultar]) |     |     |     |     |     |      |      |